# Pratviel
Pratviel ist eine französische Gemeinde mit 91 Einwohnern (Stand: 1. Januar 2022) im Département Tarn in der Region Okzitanien. Sie gehört zum Kanton Plaine de l’Agoût und zum Arrondissement Castres.

## Lage
Pratviel liegt rund 35 Kilometer östlich von Toulouse. Die Gemeinde grenzt im Nordwesten an Massac-Séran, im Norden und im Osten an Teyssode, im Südosten an Magrin, im Süden an Algans, im Südwesten an Roquevidal und im Westen an Marzens.

## Bevölkerungsentwicklung
| Jahr      | 1962 | 1968 | 1975 | 1982 | 1990 | 1999 | 2008 | 2015 |
| --------- | ---- | ---- | ---- | ---- | ---- | ---- | ---- | ---- |
| Einwohner | 140  | 124  | 96   | 93   | 84   | 79   | 89   | 84   |